# 亨鳳線
亨鳳線（ヒョンボンせん）は、朝鮮民主主義人民共和国平安南道徳川市にある鉄騎山駅から亨鳳駅までを結ぶ鉄道路線である。

## 概要
1944年の『朝鮮鉄道略図』には記載が無く、国分隼人 (2007, p. 87)は第二次世界大戦後の建設であるとしている。アジア経済研究所が毎年編纂している「アジア動向年報」では、1985年11月18日に開通したと述べている。
国分隼人 (2007, pp. 143–144)は、路線名は不明としている。また、『北韓地圖』（佑晋地圖文化社）などを参考にして駅名「형봉」に「形峰」の漢字を当てている。「アジア動向年報」では、「철기산」に「チョルギ山」、「형봉」に「兄峰」の表記をそれぞれ当てている。

## 歴史
- 1985年11月18日 - 開業[1]。

## 路線データ
- 路線距離：鉄騎山～亨鳳間?km
- 駅数：2（両端駅を含む）
- 軌間：1435mm[3]
- 電化区間：全線[3]（直流3000V）
- 複線区間：なし

## 運行形態
2002年時点の時刻表に平徳線の徳川駅と亨鳳駅を往復する列車の記載がある。使用車両に関する情報は全く無いとしている。

## 駅一覧
- 駅所在地は全線平安南道徳川市内。

| 駅名     | 駅名     | 駅名       | 駅間キロ (km) | 累計キロ (km) | 接続路線                     |
| 日本語   | 朝鮮語   | 英語       | 駅間キロ (km) | 累計キロ (km) | 接続路線                     |
| -------- | -------- | ---------- | ------------- | ------------- | ---------------------------- |
| 鉄騎山駅 | 철기산역 | Ch'ŏlgisan | 0.0           | 0.0           | 北朝鮮鉄道省：西倉線・檜屯線 |
| 亨鳳駅   | 형봉역   | Hyŏngbong  |               |               |                              |

## 参考資料
- 国分隼人『将軍様の鉄道 北朝鮮鉄道事情』新潮社、東京、2007年1月20日。ISBN 978-4-10-303731-6。